# Izaiah Brockington

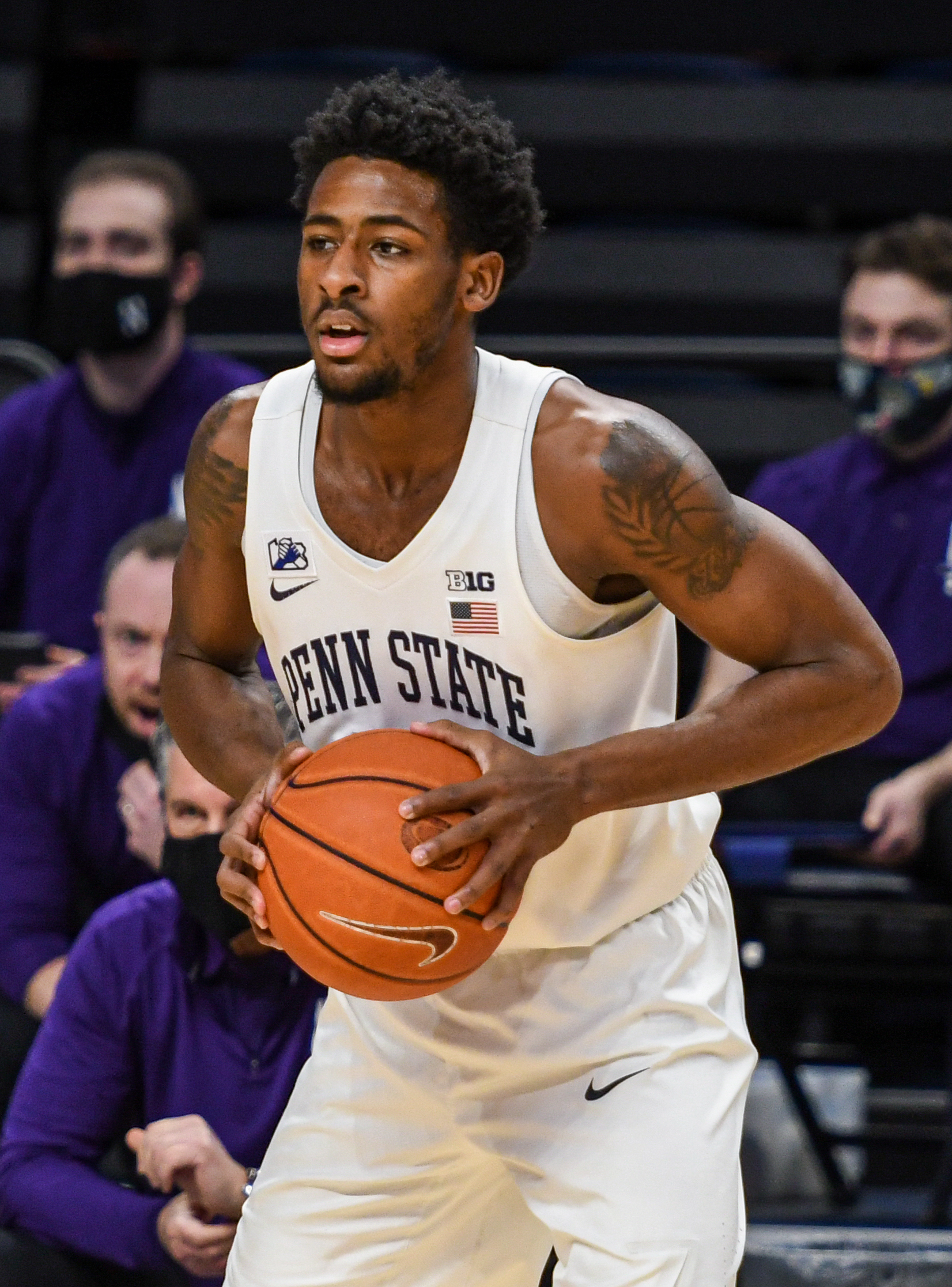
Izaiah Brockington, 2021.

Izaiah Antoine Brockington, född 12 juli 1999 i Towson i Maryland, är en amerikansk professionell basketspelare (SG) som spelar för New Orleans Pelicans i National Basketball Association (NBA).
Han blev aldrig NBA-draftad.
Innan Brockington blev proffs studerade han först vid St. Bonaventure University och spelade för deras idrottsförening St. Bonaventure Bonnies. Brockington blev senare överförd till Pennsylvania State University för spel i Penn State Nittany Lions. Dock två år senare genomfördes det en till flytt för honom, den här gången till Iowa State University och där Brockington spelade för Iowa State Cyclones.